# Tina Holmes
Tina Holmes (ur. w 1973 w Nowym Jorku) – amerykańska aktorka.

## Życiorys

### Wczesne lata życia
Dorastała w Nowym Yorku i Connecticut. Uczęszczała przez dwa lata na Uniwersytet Yale, później przeprowadziła się do Francji, gdzie studiowała francuska literaturę na Sorbonie. Po powrocie do Stanów Zjednoczonych studiowała na Uniwersytecie Browna, gdzie zdobyła stopień artystyczny względem literatury. Powróciła do Paryża, gdzie brała udział w pracach nad filmem dokumentalnym na temat sławnego pisarza i nowelisty Jeana Geneta. Kształciła się także na Federalnym Uniwersytecie Pernambuco w Brazylii.

### Filmy i produkcje
Holmes podróżowała, uczyła się obcych języków i tworzyła filmy dokumentalne. Studiowała brazylijską literaturę i kulturę. Pracowała dla fotografa Bruce'a Webe'a jako manager produkcji. Pomagała w tworzeniu dokumentu o generale Josephu Stilwellu, który odkrywał Hongkong, Pekin, Malezję i Singapur.
Wyprodukowała i wyreżyserowała film dokumentalny Jesteś nikim, dopóki ktoś cię nie pokocha, gdzie kobiety z lat 80., na podstawie doświadczeń doradzały w sferze miłosnej. Następnie zdecydowała się zostać aktorką.
Za rolę Jeanne w dramacie o tematyce LGBT Shelter odebrała w 2007 nagrodę audiencji dla najlepszej aktorki drugoplanowej podczas Tampa International Gay and Lesbian Film Festival.

## Filmografia
- Nowojorscy gliniarze (NYPD Blue, 1993–2005) jako Lucy Wenner (gościnnie)
- Edge of Seventeen (1998) jako Maggie
- Prawo i bezprawie (Law & Order: Special Victims Unit, 1999) jako Cora Kennison (gościnnie)
- 30 dni do ślubu (30 Days, 1999) jako Jenny
- Potyczki Amy (Judging Amy, 1999–2005) jako Tina Siegel (brak w czołówce) (gościnnie)
- The Photographer (2000) jako Amy
- Godass (2000) jako Katie
- Książę z Central Parku (Prince of Central Park, 2000) jako Annalisse Somerled
- Strong Medicine (2000) jako LeeAnn (gościnnie)
- Seven and a Match (2001) jako Ellie
- Sześć stóp pod ziemią (Six Feet Under, 2001–2005) jako Maggie Sibley (gościnnie)
- Opowiadanie (Storytelling, 2001) jako Sue
- Babski oddział (The Division, 2001–2004) jako Betty Wright (gościnnie)
- 24 godziny (24, 2001) jako Klientka w sklepie (gościnnie)
- Wybrańcy obcych (Taken, 2002) jako Anne Campbell / Crawford
- Obława (Dragnet, 2003-2004) jako Alex Lang (gościnnie)
- Keane (2004) jako Michelle
- Waking Dreams (2004) jako Becky
- Fixed (2005) jako Deanna
- Pretty Persuasion (2005) jako Nadine
- Chirurdzy (Grey's Anatomy, 2005) jako Rebecca Bloom (gościnnie)
- Szkolny chwyt (Half Nelson, 2006) jako Rachel
- Shelter (2007) jako Jeanne